# Kloster Notre-Dame de l’Atlas
Koordinaten: 36° 17′ 44,2″ N, 2° 42′ 55,1″ O

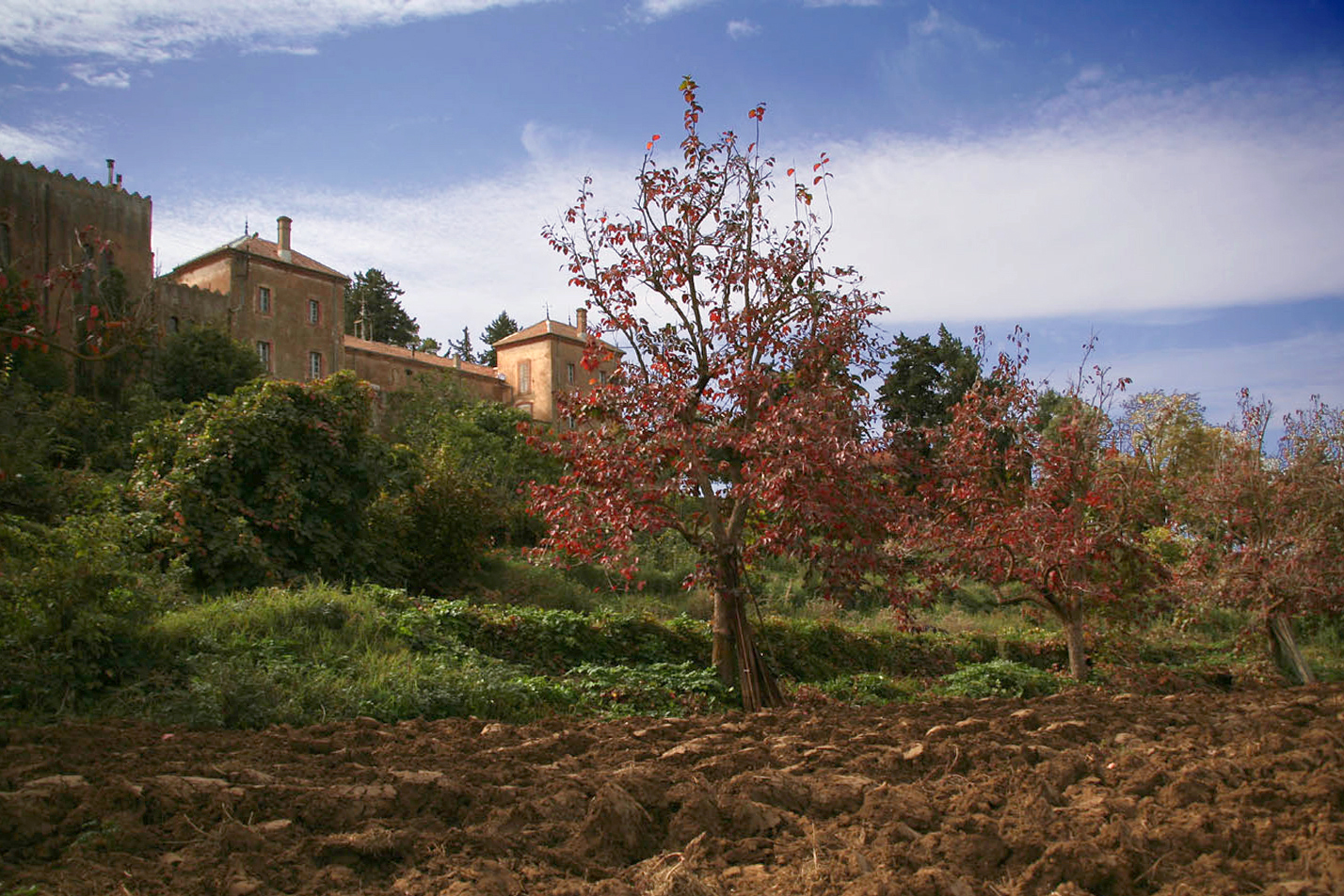
Das Kloster von den Feldern aus gesehen

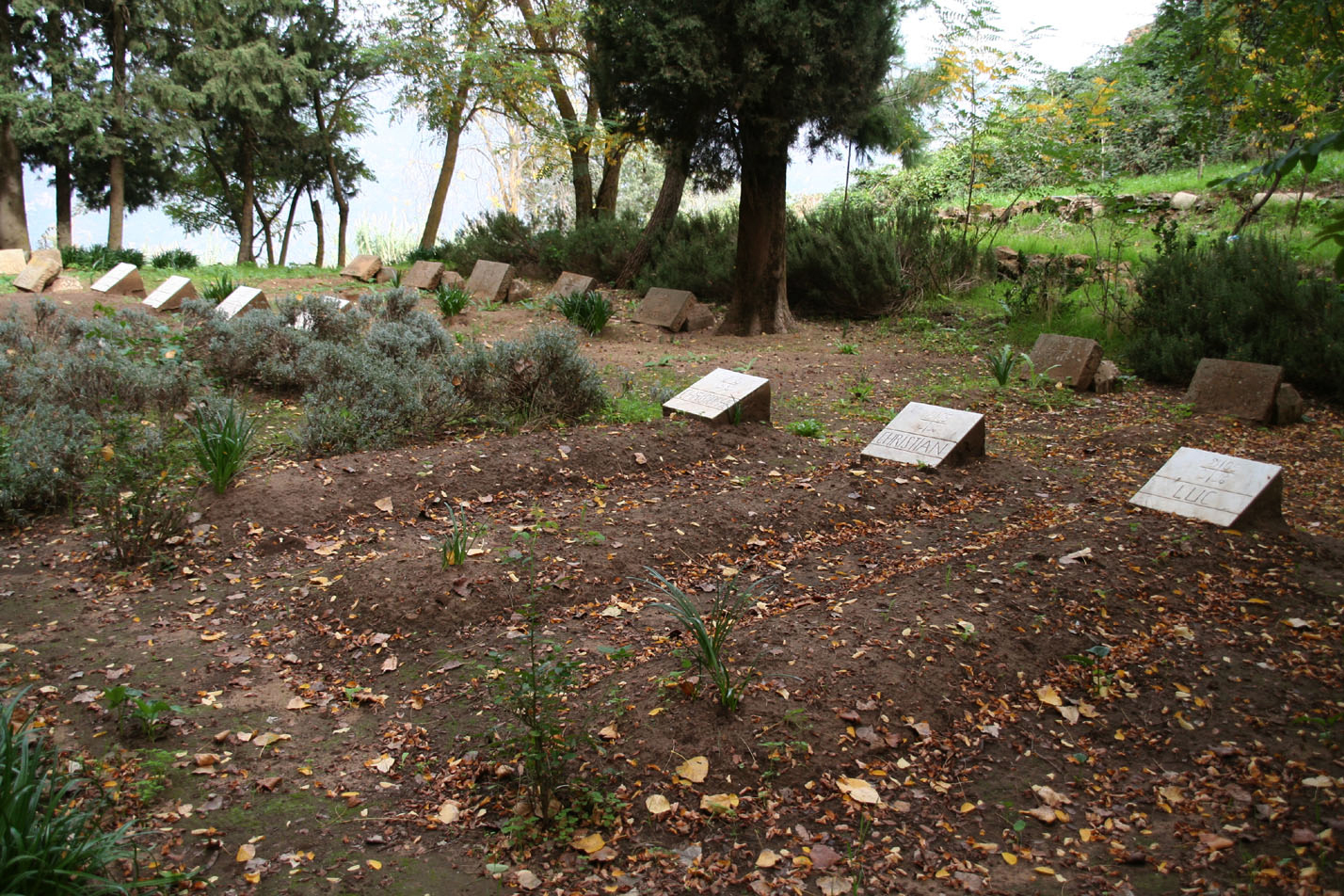
Friedhof im Kloster Tibhirine

Das Kloster Notre-Dame de l’Atlas (lat. Monasterium Beatae Mariae de Atlante) ist ein Trappisten-Kloster in Tibhirine (Algerien), in der Provinz Medea, ca. 90 Kilometer südlich von Algier im Atlasgebirge. Im Jahr 1996, während des algerischen Bürgerkriegs, wurden sieben Mönche aus dem Kloster entführt und enthauptet. Seither ist das Kloster verwaist.

## Geschichte
Das Kloster wurde am 7. März 1938 gegründet, als Tochtergründung des Klosters Aiguebelle. Schon früher, seit 1843, waren die Mönche aus Aiguebelle in Algerien tätig, um die Bevölkerung in den modernen Methoden der Landwirtschaft zu unterrichten. Zu Beginn lebten im Kloster 13 Mönche des Trappisten-Ordens (ein Reformzweig des Zisterzienser-Ordens).
1951 lebten ungefähr 30 Mönche in diesem Konvent.
Während des Algerien-Kriegs wurden 1959 zwei Mönche von den Fellaghas entführt, später aber wieder freigelassen. Nach der Unabhängigkeitserklärung Algeriens 1962 wurden die Mönche vom Staat behindert und unterdrückt. Zu dieser Zeit waren nur noch wenige Mönche im Kloster. Dank gegenseitigem Respekt zwischen den Mönchen, die auch als Ärzte und Lehrer tätig waren, und der überwiegend islamisch geprägten Bevölkerung konnte das Kloster in den folgenden Jahrzehnten trotz Argwohns seitens des Staates, der Armee sowie einiger islamistischer Gruppierungen in der Umgebung gehalten werden.
1976 wurden die Gebäude vom Staat übernommen; die Mönche konnten jedoch 12 Hektar Land weiter kultivieren. Mit der Dorfbevölkerung gründeten sie eine landwirtschaftliche Genossenschaft. Der Abt (Vorsteher) der Gemeinschaft war zu dieser Zeit Jean de la Croix Przyluski.
1984 wurde der Gemeinschaft wiederum der Status des Klosters zugestanden. Christian de Chergé wurde zum Prior ernannt. Neben dem Klosterleben waren die Mönche weiterhin vor allem in der Landwirtschaft, als Lehrer und Ärzte tätig.

## Entführung und Ermordung der Mönche
In der Nacht vom 26. zum 27. März 1996, inmitten des algerischen Bürgerkrieges, verschaffte sich eine Gruppe Bewaffneter gewaltsam Eintritt in das Kloster und entführte sieben der Mönche (alle französischer Nationalität): den Prior Christian de Chergé und die Mönche Bruno Lemarchand, Célestin Ringeard, Michel Fleury, Luc Dochier, Paul Favre-Miville und Christophe Lebreton. Zwei Mönche konnten sich verstecken. Kurze Zeit später bekannte sich die Groupe Islamique Armé (GIA), eine terroristische Splittergruppe, zur Tat und forderte die Freilassung eines ihrer Anführer im Gegenzug für die Freilassung der Mönche. Das letzte Lebenszeichen der Mönche ist eine Tonbandaufnahme vom 20. April mit ihren Stimmen in Gefangenschaft; das Band wurde am 30. April an die französische Botschaft in Algier gesandt. Die Mönche wurden enthauptet und ihre Köpfe wurden am 30. Mai in der Nähe von Médéa aufgefunden. Die Körper der Mönche wurden nicht gefunden.
Die Morde wurden nie ganz aufgeklärt. Ein ehemaliger Prokurator der Trappisten, Armand Vieilleux, geht davon aus, dass ein Komplott der algerischen Armee dafür verantwortlich war, um die Weltöffentlichkeit gegen die terroristischen Gruppen im Lande aufzubringen.
Dies wird im Wesentlichen von Abdelkader Tigha bestätigt, einem unbeteiligten Stabsfeldwebel des algerischen militärischen Geheimdienstes (DRS), der damals im lokal zuständigen Nachrichtenzentrum (CTRI) von Blida eingesetzt war:

Frankreich hatte zuvor die Zusammenarbeit mit den algerischen Generälen und dem algerischen Geheimdienst eingestellt, unter anderem, da das DRS trotz Kenntnis keine Information über die Planung der damaligen Anschläge in Paris weitergegeben hatte. Um wieder eine Zusammenarbeit zu erzwingen, veranlasste Geheimdienstkoordinator General Smain Lamari die Entführung der Mönche. Die eigentliche Entführung wurde von einer Gruppe durchgeführt, zu der Angehörige des CTRI und solche des Kommandos für Spezialoperationen (GIS) unter Führung von Major Lahia Bey Lajmi, alias Turki, gehörten. Weiter war ein vom Geheimdienst kontrollierter Teil der GIA beteiligt. Dieser stand unter Leitung des durch das DRS rekrutierten Agenten Azzout Mouloud, gleichzeitig Kommunikations- und Geheimdienstchef der GIA, Verantwortlicher für deren Auslandsnetzwerk und Organisator der Pariser Anschläge. Auch der Führer der GIA, Djamal Zitouni, tatsächlich eher unbedeutend und ebenfalls ein rekrutierter Agent, war beteiligt. Die Mönche wurden in Tala Karmout versteckt, einer baufälligen Gruppe von Häusern im algerischen Buschwald. Zunächst war die Situation weiter unter voller Kontrolle des Geheimdienstes, die Verlautbarungen der GIA und auch das Tonband stammen letztendlich vom Geheimdienst. Dann jedoch wurden die Mönche laut Abdelkader Tighavon von einer anderen Gruppe der GIA wieder-entführt, einer Gruppe unter dem Kommando von Bisi Hussein, die nicht unter der Kontrolle des Geheimdienstes stand und die mit Djamal Zitouni und Mouloud Azzout nicht einverstanden war.

Der ehemalige Prokurator Armand Veilleux berichtet, er habe von französischen Botschaftsbeamten erfahren, dass die Mönche vor der Enthauptung durch Maschinengewehrfeuer umgekommen seien. Der im Ruhestand befindliche französische General François Buchwalter, damals französischer Militärattaché in Algier, berichtet, er wisse von einem algerischen Freund, dass dessen Bruder Pilot eines Hubschraubers gewesen sei, der islamistische Guerillas in einem Lager in den Bergen zwischen Blida und Medea angegriffen habe. Nach der Landung seien dann die von der Hubschrauberbewaffnung durchsiebten Körper der Mönche gefunden worden. Wenige Tage nach den Aussagen Buchwalters wiederholte jedoch einer der Gründer der GIA, Abdelhak Layada, dass die Mönche nach dem Zusammenbruch von Verhandlungen mit dem französischen Geheimdienst von der GIA getötet wurden.
Ein Trappist des Gebirgsklosters Tamié äußerte sich im Juli 2009 gegenüber der französischen Zeitung L’Express zu den neuerlichen Gerichtsaussagen Buchwalters: „Ich weiß jetzt genauso viel, wie ich schon 1996 wusste. Mir liegen Tonbänder der Entführung vor. Dort melden sich die Mönche bei Namen zu Wort. Die Tonqualität ist bestechend. Unmöglich, dass Guerillas entsprechende Rekorder hatten ... Unsere Mönche waren jemandem ein Dorn im Auge. Die Morde folgten einer unhintergehbaren Logik. Falls Guerillas beteiligt waren, dann waren es dirigierte Handlanger. Ein Versehen der Armee schließe ich aus ... Ich verlange von Frankreich und Algerien umfassende Aufklärung. Wir sterben für Christus, also wollen wir auch wissen, weswegen wir für Christus sterben.“

## Gegenwart
Das Kloster in Tibhirine ist weiterhin verwaist, da die politische Lage angespannt bleibt. Die Gebäude des ehemaligen Klosters werden aber von der Bevölkerung und Angestellten des Erzbistums Algier notdürftig unterhalten.
Die zwei überlebenden Mönche übersiedelten am 2. Juni 1996 ins Trappistenkloster im marokkanischen Fès, das 1984 als Zweigniederlassung des Klosters von Tibhirine gegründet worden war. Im Jahr 2000 zogen die Mönche des Priorats „Notre Dame de l’Atlas“ in die marokkanische Stadt Midelt (Region Meknès). Es ist das einzige Trappistenkloster in Marokko, augenblicklich leben dort vier Mönche. Ein Oratorium im Priorat erinnert an die Märtyrer von Tibhirine. Darüber hinaus befinden sich seit Juni 2010 die Reliquien des Eremiten Albert Peyriguère, der ebenfalls ein christliches Leben in muslimischer Umgebung führte, in einer ihm gewidmeten Kapelle. Am 21. November 2021 starb der letzte überlebende Mönch von Tibhirine, Jean-Pierre Schumacher, im Alter von 97 Jahren in Midelt.

## Seligsprechung
Im August 2016 reichte der Orden die Dokumentation zum Leben und Martyrium der Mönche bei der Kongregation für die Selig- und Heiligsprechungsprozesse ein. Am 26. Januar 2018 erkannte Papst Franziskus das Martyrium der Mönche als Voraussetzung für die Seligsprechung an, gemeinsam mit dem Martyrium des Bischofs von Oran, Pierre Claverie, und weiterer 11 Ordensleute, die zwischen 1994 und 1996 in Algerien ermordet wurden: die Ordensschwestern Paul-Hélène Saint-Raymond, Esther Paniagua Alonso, Caridad Álvarez Martín, Angèle-Marie Littlejohn, Bibiane Leclercq und Odette Prévost, der Maristen-Bruder Henri Vergès sowie die Weißen Väter Jean Chevillard, Alain Dieulangard, Charles Deckers und Christian Chessel. Die Seligsprechung der 19 Märtyrer durch Kardinal Giovanni Angelo Becciu, Präfekt der Kongregation für Selig- und Heiligsprechungen, fand am 8. Dezember 2018 in Oran statt.

## Filme

### Erste Dokumentarfilme
- 2003: Frère Luc, moine de Tibhirine. Dokumentarfilm von Silvère Lang. Zeugnis von algerischen Nachbarn und Mitarbeiter des Klosters.[16]
- 2006: Le Testament de Tibhirine – Dokumentarfilm von Emmanuel Audrain

### 2010:Von Menschen und Göttern
Der in Cannes preisgekrönte Film Von Menschen und Göttern (Originaltitel: Des hommes et des dieux) wurde von Regisseur Xavier Beauvois und Darstellern (unter anderen Lambert Wilson, Michael Lonsdale, Philippe Laudenbach und Jacques Herlin) im französischen Kloster Tamié recherchiert und vorbereitet. Lambert Wilson sagte in einem Interview: „Ich denke, die Leute lieben diesen Film, weil er bestimmte Werte bringt, die wir heute brauchen: Liebe, Brüderlichkeit, auf den Nachbarn zugehen. Der Film sagt: Habt keine Angst vor anderen! In einer Zeit, in der alle sagen – insbesondere in Frankreich: Habe Angst vor den Roma! Habe Angst vor den Arabern! Pass auf! Pass auf! Pass auf! Diese Männer zeigen dir, was man mit einer gegensätzlichen Philosophie erreichen kann: Geh, und hilf den anderen!“